# Maria Asenina da Bulgária
Maria Asenina da Bulgária foi uma princesa búlgara e imperatriz-consorte de Mitso Asen da Bulgária (r. 1256-1257).

## História
Ela era filha do imperador João Asen II e da imperatriz Irene Comnena de Epiro. Pelo lado da mãe, era neta de Teodoro Comneno Ducas, do Despotado de Epiro. Casou-se com Mitso Asen e com ele teve o futuro imperador João Asen III (r. 1279-1280) e a imperatriz Kira Maria, consorte de Jorge I Terter.